# Ekdom In De Nacht
Ekdom In De Nacht was een muzikaal radioprogramma op 3FM en onderdeel van de Freaknacht, samen met Nachtegiel van Giel Beelen. Het werd elke zaterdagnacht uitgezonden tussen 04.00 en 07.00 uur. Het programma werd gepresenteerd door Gerard Ekdom. Behalve de mooiste "vergeten" liedjes was ook de nieuwste muziek te horen uit de – door Beelen en Ekdom samengestelde – toplijst Freak 11.
Enkele andere vaste onderdelen waren:
- Turn-up-the-bass Kneiter. Ekdom draaide een oude Turn Up The Bass-plaat, waarbij hij Beelen opdroeg zo snel mogelijk te raden welke plaat het was.
- De Inhoudsopgave. Ekdom en Beelen namen door wat de kijkers en luisteraars tot 7 uur konden verwachten.
- De Sfeercheck. Hierin werd nagegaan of de sfeer onder de radioluisteraars goed was door hen te telefoneren.
- Sodimitriop, om half vijf werd Dimitri gebeld voor de uitspraak van de week. Voordat hij daaraan toekwam, had hij de gewoonte te vertellen in wat voor een ellende hij nu weer terechtgekomen was. Vaak had hij zijn voicemail aan staan, waarin hij zijn uitspraak van tevoren had ingesproken.
- Blom Tomberg kwam in de uitzending met het allerlaatste popnieuws over een bepaalde artiest.
- Het verkleinwoordjesquizje werd gespeeld als een luisteraar aanspraak wilde maken op een van de prijzen. De luisteraar moest één minuut een gesprek met Ekdom voeren en waar mogelijk verkleinwoordjes gebruiken.
- Robert Jensen belde soms op om een paar goede moppen te vertellen. Daarbij werd zijn lachband veelvuldig ingezet.
- Ekdoms platenkast. Een luisteraar mocht uit een lijst van platen er een uithalen en draaien, en daarna op die plek een andere plaat in de kast stoppen.
- Nieuws-update met Chris van Beelen. Rond kwart over zes werd Chris van Beelen gebeld en werd het opvallende nieuws van de afgelopen week doorgenomen. Ekdom las de berichten voor en Chris van Beelen voorzag ze van commentaar.
- Het weer met Henk Westbroek. Om half zeven verzorgde Henk Westbroek de weersverwachtingen voor het weekend en de week erop.
- Elke maand was de band Yellow Pearl te gast als de huisband

Toen in november 2006 een achtdelige documentaireserie over de voorbereidingen van de jaarlijkse Serious Request-actie werd uitgezonden op Nederland 3, werd tevens de nacht van vrijdag op zaterdag ingeruimd voor enkele uren rechtstreekse televisie vanuit de 3FM-studio. Hierdoor veranderde Ekdom In De Nacht (samen met Nachtegiel) van een radioprogramma in een radio-en-tv-programma. Na de Serious Request-actie stopten deze uitzendingen voor enige tijd, maar zij waren vanaf 24 februari 2007 weer wekelijks te zien. Bij afwezigheid van Gerard Ekdom werd zijn plaats ingenomen door Roosmarijn Reijmer of Bert van Lent.
Het programma stopte op 1 september 2012, omdat Ekdom zich ging richten op de presentatie van het muzikale televisieprogramma Toppop3. De zendtijd van Ekdom In De Nacht werd overgenomen door Barend en Wijnand met Barend van Deelen en Wijnand Speelman.
Nadien kwam het programma nog tweemaal terug op 3FM in verkleinde vorm. Tijdens de wereldrecordpoging radiomaken van Giel Beelen kwam het programma met Gerard Ekdom even terug in de nacht van 13 op 14 mei 2014 op de uren dat Beelen kon slapen. In de ochtend van 18 juli 2015 namen Ekdom en Beelen nog eenmaal de presentatie van de Freaknacht op zich en hierdoor keerde Ekdom In De Nacht weer even terug.
21 Jaar TROS Pop · 3FM BPM: MinistryOfBeats · 3FM Weekend Request · 3voor12Radio · AdreneLine · Altijd de eerste · ...And all that jazz · Andres · Angelique · Angeliques Afternoon · Annemieke Hier · Annemieke Plays · Anoûl · Arbeidsvitaminen · De Avondspits · De avonturen van Mark · Barend · Barend & Benner · Barend en Wijnand · De Bende van Van der Lende · De Boem Boem Disco Show · The Breakfast Club · Claudia d'r op · Club Carter · Curry en Van Inkel · De Dansbar · Dansen met Delsing · Dit is Domien · Domien, Jouw Ochtendshow · ... & dit is Claudia · Ekstra Weekend · Eva · Eva en Giel · Evers staat op · Frank & Eva: Welkom bij de club! · Franks feestje · GIEL · Harm dB · Hein · Herman · Het Betere Werk · Hier! · Jamie · Jan-Paul · Jasper · Joost · Jorien · Kaat tot Laat · Kevin · Lang leve het weekend! · LEX · Lieke · Markplaats · Mark + Rámon · Mega Top 30 · Michiel · Obi · De ochtenddienst · Olivier · De Orde van de Nacht · Parels van de nacht · Partij voor de Vrijdag · (P)laatwerk · RabRadio · Radio op 'n broodje · Rob · Rob & Wijnand en de Ochtendshow · Sanderdome · Sanders Vriendenteam · Saskia en Olivier · Slapen is voor Losers! · Slapen kan altijd nog · De Steen en Been Show · Studio Saskia · Superrradio · Tannaz · Thijs · Timur op 3FM · Vera on Track · Vier Sas! · Vrij · Weekend Wijnand · Wijnand · @Work · Xnoizz
Arbeidsvitaminen (NPO Radio 5) · Andermans Veren (NPO Radio 5) · AVRO op de middag (NPO Radio 1) · De bonte dinsdagavondtrein · Effe Ekdom (3FM) · Herman (NPO 3FM) · Hersengymnastiek · Musical Moods (NPO Radio 2) · De Nachtdienst (NPO Radio 1) · De Sandwich (NPO Radio 2) · Schiffers.fm (NPO Radio 2) · Het Steenen Tijdperk (NPO Radio 2) · Vrijdagmiddag Live (NPO Radio 1)